# 브누아 자코
브누아 자코(프랑스어: Benoît Jacquot, 1947년 2월 5일 ~ )는 프랑스의 영화 감독이자 시나리오 작가이다. 1998년 《육체의 학교》, 2012년 《페어웰, 마이 퀸》으로 알려졌다.

## 연출 작품 목록
- 육체의 학교 (1998)
- 페어웰, 마이 퀸 (2012)
- 나쁜 사랑 (2014)
- 《어느 하녀의 일기》 (2015)